# Carl Siegel
Carl Ludwig Siegel, född 31 december 1896, död 4 april 1981, var en tysk matematiker som specialiserade sig på talteori.

## Tidigt liv och utbildning
Siegel påbörjade studier i matematik, astronomi och fysik vid Humboldt-Universität zu Berlin 1915, där han bland annat hade Max Planck och Ferdinand Georg Frobenius som lärare.
1917 kallades han in till den tyska armén och var tvungen att avbryta sina studier. Efter första världskrigets slut började han studera vid Göttingens universitet, där han under Edmund Landaus ledning avlade doktorsexamen 1920. Han stannade ett tag i Göttingen som forskningassistent, det var under denna tid han publicerade många av sina banbrytande resultat. 

## Karriär
Siegel blev 1922 professor vid Johann Wolfgang Goethe-Universität. 1938 återvände han till Göttingen men emigrerade 1940 till USA via Norge. I USA arbetade han vid Institute for Advanced Study på Princeton University. Några år efter andra världskrigets slut återvände han till Göttingen, där han 1951 fick en tjänst som professor som han höll fram till sin pensionering 1959.
Siegel arbetade med talteori, diofantiska ekvationer och celest mekanik. Bland annat är Siegels lemma och Thue-Siegel-Roths sats uppkallade efter honom.
Siegel invaldes 1956 som utländsk ledamot av svenska Vetenskapsakademien. 1978 tilldelades han Wolfpriset i matematik.